# David Bortolussi
Pas d'image ? Cliquez ici

a Compétitions nationales et continentales officielles uniquement.

b Matchs officiels uniquement.
David Bortolussi, né le 21 juin 1981 à Auch, est un joueur franco-italien de rugby à XV évoluant au poste d'arrière.

## Biographie
Après avoir porté le maillot national français en catégorie des moins de 21 ans, David Bortolussi joue en équipe d'Italie de 2006 à 2008 au poste d'arrière. Il honore sa première cape internationale en équipe d'Italie le 11 juin 2006 à Tokyo par une victoire 52-6 contre l'équipe du Japon.
Il évolue en club avec la JS Riscle en Fédérale 2 jusqu'en 2001, puis avec le FC Auch de 2001 à 2002, le CA Bordeaux Bègles de 2002 à 2003, le Montpellier RC de 2003 à 2008, l'US Dax de 2008 à 2010 avant de revenir avec le club amateur de la JS Riscle dans le Gers.
Plus tard, il se reconvertit en tant qu'entraîneur, toujours auprès du club de Riscle. En 2021, il prend en charge les arrières du VAL XV, club tout juste créé via la fusion de ceux de Montesquieu-Volvestre, Arize-Daumazan et du Mas d’Azil.

## Statistiques en équipe nationale
- 16 sélections en équipe d'Italie depuis 2006
- 147 points (1 essai, 25 pénalités, 32 transformations, 1 drop)
- Sélections par année : 6 en 2006, 8 en 2007, 2 en 2008
- En Coupe du monde :
  - 2007 : 4 sélections (Nouvelle-Zélande, Roumanie, Portugal, Écosse), 8 pénalités, 4 transformations (32 points)

## Palmarès
Avec le FC Auch
- Coupe de la ligue :
  - Finaliste (1) : 2001

Avec Montpellier
- Bouclier européen :
  - Vainqueur (1) :  2004